# ناس الحضور
ناس الحضور هم الدرجة الثانية من الحزبيين الذين يقرؤون حزب الراتب والسلكة في المساجد والزوايا في الجزائر حسب المرجعية الإسلامية الجزائرية تحت إشراف وزارة الشؤون الدينية والأوقاف.

## التاريخ
وتوظف المساجد في الجزائر عددا كبيرا من أعضاء الحزبين الداعمين الذين يسمون بـ "ناس الحضور" ويشرف عليهم الحزبين وباش الحزب إلى جانب موظفين آخرين يتولون رعاية هذه المباني للعبادة الإسلامية.
تاريخيًّا، كان يخدم مسجد الجامع الكبير في قصبة الجزائر مفتي الجزائر بمساعدة اثنين من الأئمة، تحت سلطتهم يوضع المدرس، وباش الحزب، ورئيس القراء، وستة حزبين من الدرجة الأولى، واثني عشر حزبين من الدرجة الثانية وأربعة ناس الحضور.
خلال فترة الاستعمار الفرنسي للجزائر، كان الراتب السنوي لكل حافظ من أنصار الحضرة حوالي 5000 فرنك فرنسي قديم.
ولكن هذا الراتب السنوي كان يُختلف في قيمته حسب كفاءة الحافظ، وأهمية المسجد الذي كان يمارس فيه التلاوة، وكذلك أهمية المدينة التي كان يعمل فيها.
وكان قراء نص الحضور يُعتبرون طلابًا [الإنجليزية] يتقاضون أجرًا على أدائهم الصوتي وحضورهم في المساجد الكبيرة المنظمة والمهيكلة.
وفقًا للمنشور الصادر في 17 أيار 1851 المتعلق بتنظيم العبادة الإسلامية في الجزائر، عُرف الناس الحضور على أنهم طلاب متدربون عُينوا طلبةً مخصصين لمهام العبادة الإسلامية، والذين يحضرون بانتظام دورات عامة مفتوحة في المساجد.
في حين تُعزى رواتب كبار الموظفين في الدين الإسلامي مثل المفتين والأئمة على ميزانية الجزائر المستعمرة آنذاك، فإن رواتب الموظفين الأدنى، مثل ناس الحضور، وتكاليف صيانة المسجد العامة كانت تتحملها الميزانية المحلية والبلديات.

## الوظائف
بالنسبة للطلبة المؤهلين مثل ناس الحضور، فإن مصطلح "حضور" يعني حرفيًا "المساعدة والحضور"، وينطبق هذا اللقب على اجتماع الطلبة الذين يتبعون بجد دروس المدرس في المساجد الجزائرية من الدرجة الأولى.
وأهل الحضور هم الحفظة والقراء الذين هم من هذا المجلس العلمي، والذين يحضرون قراءة وشرح الكتب الشهيرة عند المسلمين، مثل صحيح البخاري.
كانت وظيفة ناس الحضور جزءًا لا يتجزأ من التنظيم الديني المفروض على المساجد الجزائرية والذي يتكون من المفتين والأئمة والحزابين والمؤذنين وغيرهم من المناصب.
كان هذا الهيكل لمهام العبادة الإسلامية جزءًا من اتجاه مؤسسي يسعى إلى التوحيد والتسلسل الهرمي.

## معرض الصور

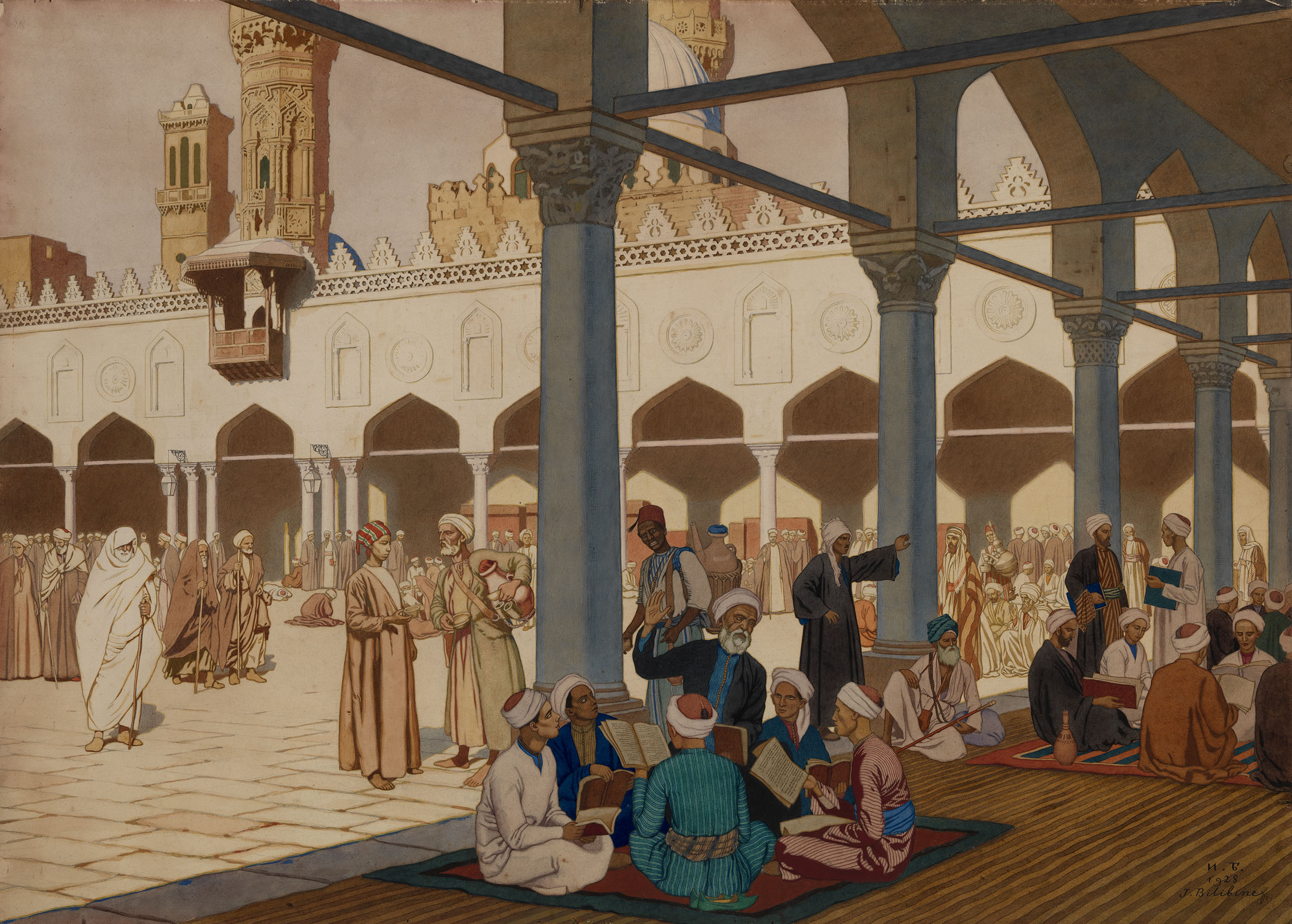
حزبين يقرأ كتاب راتب الحزب
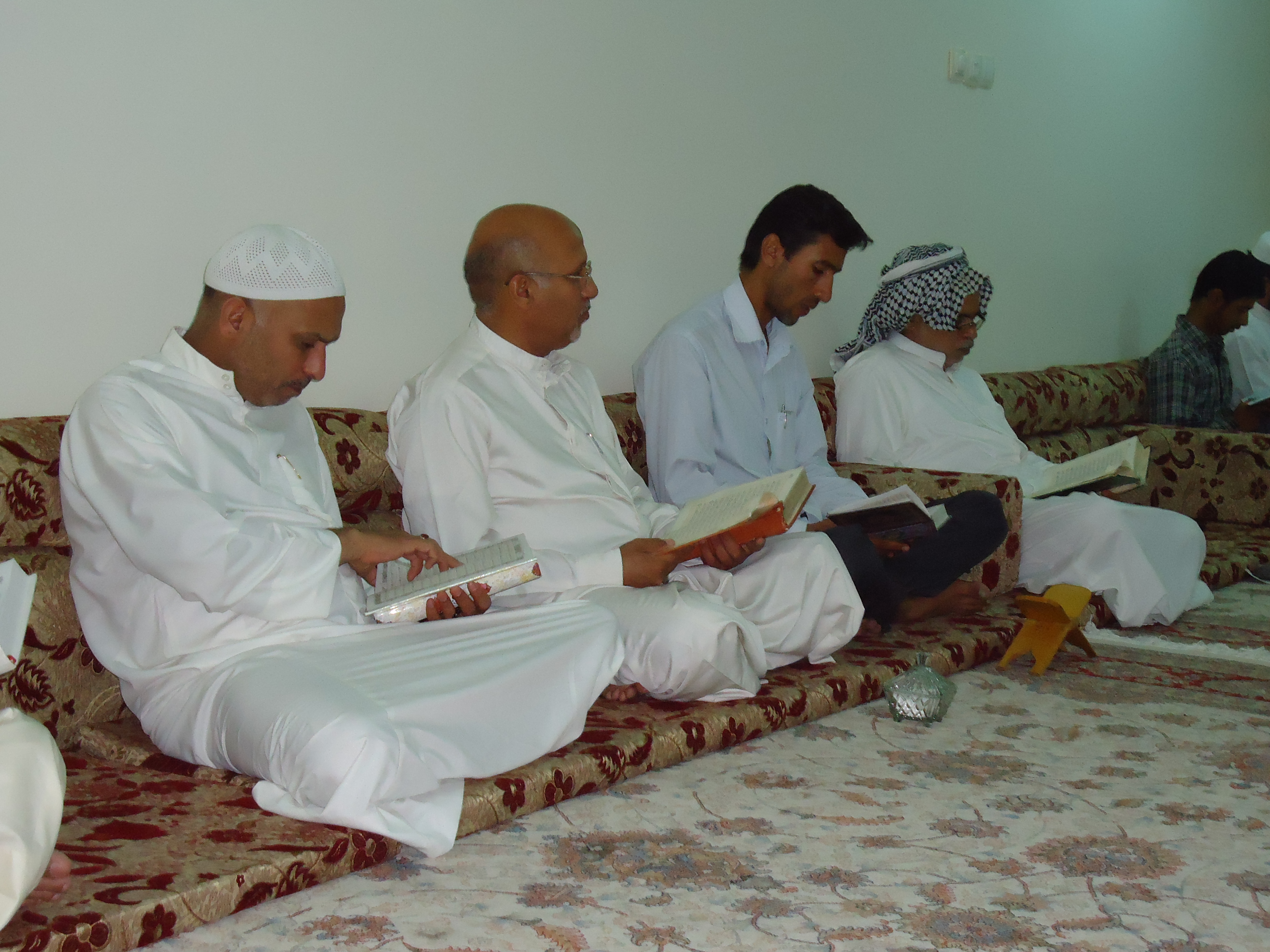
حزبين يقرأ كتاب راتب الحزب
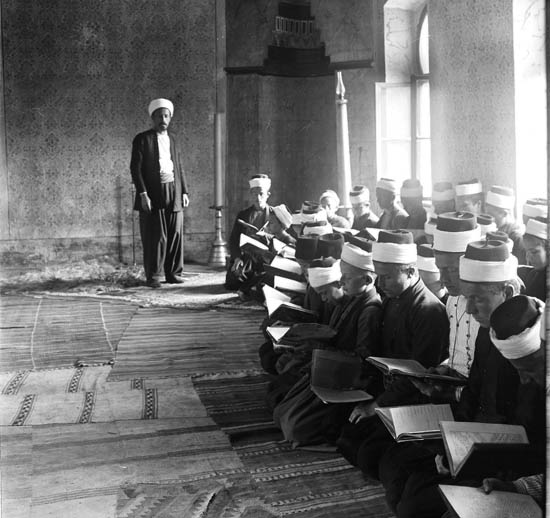
حزبين يقرأ كتاب راتب الحزب